# Sleepers
Sleepers (cuyo título en español es Los hijos de la calle) es una película estadounidense de 1996 escrita y dirigida por Barry Levinson y protagonizada por Jason Patric, Brad Pitt, Billy Crudup, Robert De Niro, Minnie Driver, Ron Eldard, Vittorio Gassman, Dustin Hoffman y Kevin Bacon. El filme, basado en la novela del mismo nombre de Lorenzo Carcaterra, empieza con su observación "esta es una historia verdadera de una amistad más profunda que la sangre". Relata la historia de cuatro amigos que, durante la infancia, cometen un crimen por imprudencia y son enviados a la prisión para menores, donde son víctimas de brutales palizas y abusos sexuales por parte de varios guardias.

## Argumento
Un grupo de jóvenes, John Reilly, Tommy Marcano, Michael Sullivan y Lorenzo "Shakes" Carcaterra, viven en el barrio de Hell's Kitchen ("La Cocina del Infierno") en Nueva York, habitado por inmigrantes, padres de familia violentos, madres sumisas y varios traficantes de drogas al menudeo, uno de los cuales era Rey Benny, que cuando joven un matón lo tiró por una escalera y le rompió los dientes delanteros; él espero por 8 años para vengarse, y lo hizo con dos balazos en cada pierna. A partir de allí nadie se metió con Rey Benny, quien también había sido un matón de Lucky Luciano. Si bien los cuatro amigos frecuentaban la iglesia del barrio, atendida por Padre Bobby, interpretado por Robert De Niro, estaban lejos de una conducta correcta, puesto que empiezan a "trabajar" para Ray Benny, pese a los esfuerzos de Padre Bobby por mantenerlos lejos de la mafia. Le hacían mandados por unos pocos dólares, como pagar el soborno a la policía llevando el dinero en una bolsa de papel. Un día uno de ellos es atacado por delincuentes y entonces pide a Rey Benny que tome también a sus otros amigos para sentirse más protegido. A John Reilly, su padrastro lo golpea, enviándolo al hospital por dañarle los pulmones.  
En un día de ocio deciden robar salchichas a un inmigrante griego, pero llevan el juego demasiado lejos y para evitar que el vendedor recupere su carrito de perros calientes lo arrastran hasta la entrada del metro, pero después de colocarlo al borde de la escalera de entrada no pueden sostenerlo y lo sueltan provocando, serias heridas a un hombre que salía. 
Los jóvenes son condenados por intento de homicidio y enviados a cumplir diversas condenas a una prisión de menores, el Reformatorio Wilkinson, donde los visita con frecuencia el Padre Bobby. En el lugar sufren palizas y violaciones por parte de los guardias y deben permanecer más allá de sus condenas originales, debido a la corrupción que existe en la prisión. Por último, deben tolerar una sesión de abuso de "despedida" la noche anterior a su liberación.
Ya adultos, Reilly y Marcano, dos de los amigos, convertidos en matones y líderes de bandas criminales en la Hell's Kitchen, se topan en un bar con Sean Nokes, uno de los guardias responsables de sus abusos, y lo matan a sangre fría después de recordarle quiénes eran y qué cuentas había pendientes. Los dos homicidas son apresados y enviados a juicio por Sullivan, otro de los amigos del grupo convertido en fiscal, quien ha estado obsesionado todos esos años con la idea de vengarse de los guardias del Reformatorio Wilkinson, de quienes ha estado investigando sus expedientes personales. Michael consigue clandestinamente que el caso quede a su cargo, con la idea de exculpar a John y Tommy, alegando conocer a la gente de la Cocina del Infierno, a pesar de que la gente del barrio lo toma por un traidor por acusar a sus antiguos amigos. Por otra parte, por intervención de Rey Benny, la defensa del caso queda a cargo de un abogado mediocre y con poco entusiasmo por su profesión. Rey Benny mueve influencias en la Cocina del Infierno para conseguir que los testigos del asesinato de Nokes guarden silencio para beneficiar a John y Tommy. La idea de Michael era tomar el caso en sus manos para poder inculpar y encarcelar a los guardias que habían abusado sexualmente del grupo. Durante el juicio, el abogado contratado por Rey Benny hace todo lo posible para convencer al jurado de que los inculpados no estuvieron en el lugar y momento del asesinato de Nokes, pero para lograrlo debe convencer al padre Bobby para que testifique falsamente que en aquel momento los inculpados lo acompañaban a un partido de baloncesto. El padre Bobby conoce por Shakes los abusos cometidos contra éste y sus amigos en Wilkinson, pero le pide un tiempo para decidir. Danny Snyder, por sugerencia de Michael, llama como testigo a Ralph Ferguson, uno de los guardias de Wilkinson, quien acosado verbalmente por el abogado termina admitiendo en el jurado los ataques sexuales de Nokes. Por su parte, Shakes, en su trabajo de reportero gráfico, recaba pruebas de las actividades criminales de otros de los guardias que atacaron a los amigos, Adison y Styler, y logra que por mediación de Benny, un traficante negro llamado el Pequeño César, que resulta ser el hermano mayor de Rizzo, termine matando a Adison, que estaba involucrado en la extorsión de narcotraficantes.
El juez del caso presiona al abogado Snyder para que presente a su último testigo y el padre Bobby accede finalmente, declarando falsamente bajo juramento e incluso lleva consigo boletos del juego de baloncesto al que según su dicho le habían acompañado John y Tommy el día y hora del asesinato. Con este testigo, el jurado absuelve a los amigos, quienes se reúnen con Michael y Shakes para celebrarlo. Sobre el cierre, se informa que a los pocos años John muere a causa de una sobredosis en un bar y Tommy muere asesinado. Michael deja la abogacía para volverse carpintero y Shakes decide contar las experiencias narradas en la película en un libro. Aunque las autoridades de Nueva York niegan la veracidad de los hechos, él insiste que son ciertas y que solo cambió nombres, lugares y tiempos de los acontecimientos.

## Reparto
| Papel                          | Actor            | Actor            |
| ------------------------------ | ---------------- | ---------------- |
| Lorenzo «Shakes» Carcaterra    | Joseph Perrino   | Jason Patric     |
| Michael Sullivan               | Brad Renfro      | Brad Pitt        |
| Padre Robert «Bobby» Carrillo  | Robert De Niro   | Robert De Niro   |
| Tommy Marcano                  | Jonathan Tucker  | Billy Crudup     |
| John Reilly                    | Geoffrey Wigdor  | Ron Eldard       |
| Sean Nokes                     | Kevin Bacon      | Kevin Bacon      |
| Carol Martinez                 | Monica Polito    | Minnie Driver    |
| King Benny                     | Vittorio Gassman | Vittorio Gassman |
| Danny Snyder                   | Dustin Hoffman   | Dustin Hoffman   |
| Ralph Ferguson                 | Terry Kinney     | Terry Kinney     |
| Fat Mancho                     | Frank Medrano    | Frank Medrano    |
| Padres de Shakes               | Bruno Kirby      | Angela Rago      |
| Rizzo Robinson                 | Eugene Byrd      | Eugene Byrd      |
| Henry Addison                  | Jeffrey Donovan  | Jeffrey Donovan  |
| Adam Styler                    | Lennie Loftin    | Lennie Loftin    |
| Eddie «Little Caesar» Robinson | Wendell Pierce   | Wendell Pierce   |

## Recepción

### Crítica
La película recibió generalmente críticas positivas. Cuenta con un ranking aprobatorio del 73 % en el sitio especializado Rotten Tomatoes. En Metacritic cuenta con un puntaje de 49 sobre 100, indicando "reseñas mixtas".

### Premios y candidaturas
- Academia de las Artes y las Ciencias Cinematográficas de Hollywood

- 1997 Candidato: John Williams al Premio Óscar a la mejor banda sonora.
- Círculo de Críticos Cinematográficos de Londres

- 1997 Premio a Minnie Driver a la mejor actriz británica de reparto. También por Big Night (1996) y Grosse Pointe Blank (1997).
- Jóvenes Artistas.

- 1997 Candidato al premio a la mejor actuación: Joseph Perrino
- 1997 Candidato al premio a la mejor actuación como actor de reparto: Geoffrey Wigdor
- Jóvenes Estrellas

- 1997 Candidato al premio al mejor actor en un drama: Joseph Perrino
- 1997 Mejor actor de reparto en un drama: Brad Renfro

## Curiosidades
- La escena del carrito de panchos fue rodada 36 veces, destruyendo el mismo número de veces ese artefacto. Esto le costó un aproximado de 90.000 dólares a la productora.